# Rostam
Pour les articles homonymes, voir Rostam (homonymie).

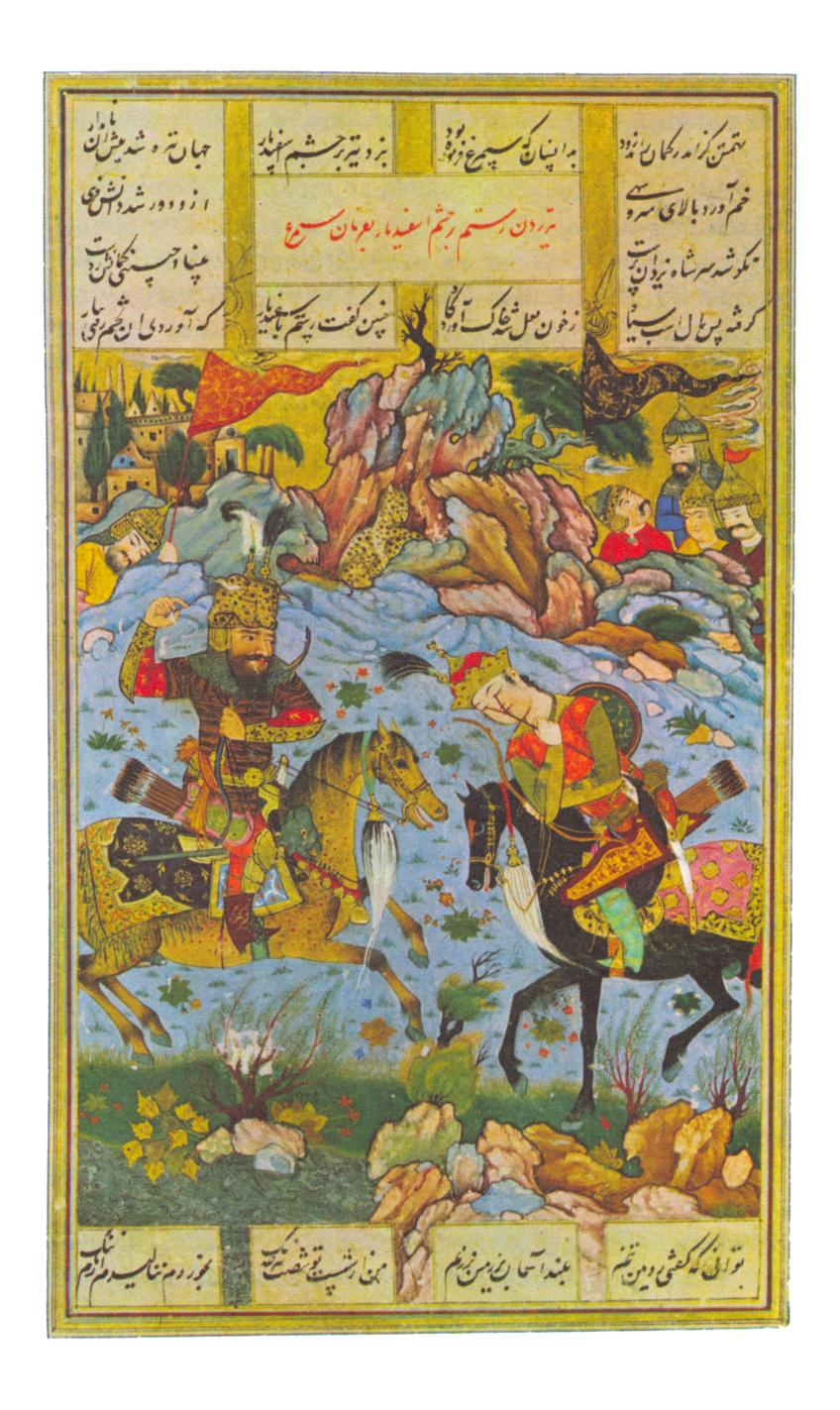
Rostam et Esfandiar.

Rostam ou Roustem ou Rustam (en persan : رستم, Rostam) est un héros mythique de la Perse antique, fils de Zal et de Roudabeh. Par certains aspects, la position de Rostam dans la tradition historique est similaire à celle de Suréna, le héros de la bataille de Carrhes. Son personnage a été affublé de nombreuses caractéristiques de la personnalité historique de Rostam. Ce dernier était toujours présenté comme le plus fort des héros perses, et l'atmosphère des épisodes dans lesquels il intervient est une forte réminiscence de la période askhanienne.

## Légende
Selon la légende, Rostam ne put naître correctement, et son père Zal, fit appel au Simorgh grâce à  une plume en or qu'il lui avait remise des années auparavant pour pouvoir l'invoquer. À son appel, le Simorgh mit au monde Rostam en utilisant la technique de la césarienne. Ainsi Rostam a donné son nom à cette technique médicale, et dès lors, la césarienne est appelée en persan رستمینه (rostamine, « à la manière de Rostam »).

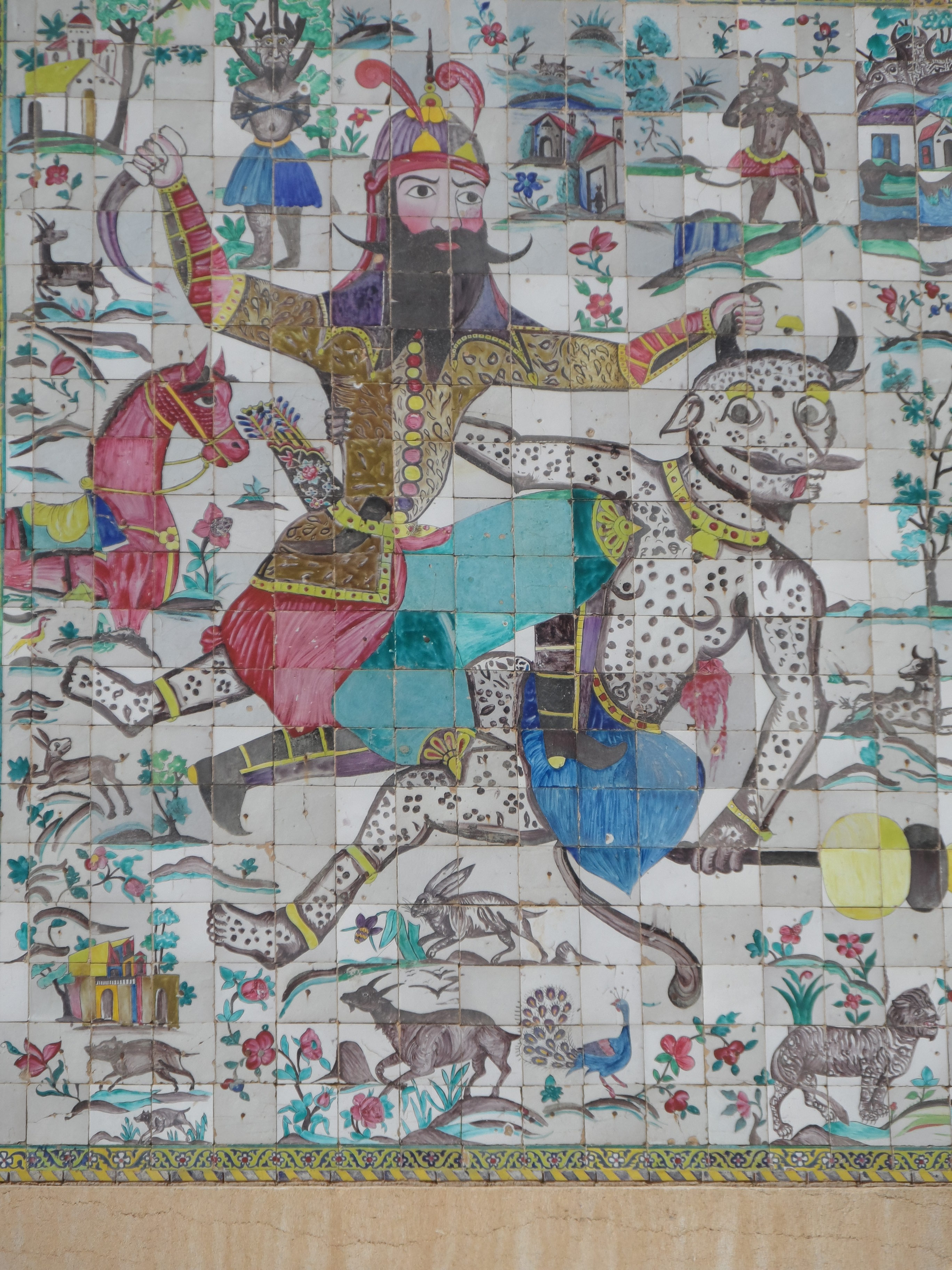
Rostam tuant le démon blanc : Panneau de carreaux au-dessus de l'entrée de la citadelle de Chiraz.

Il a été immortalisé par le poète du Xe siècle Ferdowsi dans le Livre des Rois, qui contient le folklore et l'histoire pré-islamique.
Dans le Livre des Rois de Ferdowsi, Rostam est le champion de tous les champions et intervient dans de nombreuses histoires, constituant ainsi le plus populaire (et incontestablement le plus abouti) personnage du Livre des Rois. Il possède un cheval fidèle jusqu'à la mort nommé Rakhch.
L'histoire la plus populaire de Rostam dans le Livre des Rois est celle où il tue son fils Sohrab, alors que les deux personnages ne connaissent pas l'identité de leur opposant jusqu'à ce que Rostam blesse son fils et s'aperçoive, pendant leur dernière conversation, qu'ils sont père et fils. Ce thème est présent dans de nombreuses légendes analogues embrassant une aire géographique très vaste allant de l'Iran à l'Irlande en passant par la Russie, Byzance, le monde germanique (le chant d'Hildebrand). Deux hypothèses existent pour expliquer ces similitudes : la transmission orale de proche en proche depuis l'Antiquité ou le haut Moyen Âge, ou, plus vraisemblablement, une source commune indo-européenne.
Un des exploits de Rostam est sa lutte contre le dive Akvan, qui s'était initialement changé en un magnifique zèbre, ravageant les hordes de chevaux de Perse. Quand le roi fut informé de ce problème, il réalisa que ce n'était pas seulement un zèbre et qu'il fallait qu'il soit une ruse ahrimanique afin d'infliger des dommages à Iran-Chahr (Terre aryenne). Après avoir pensé longuement à la personne à qui confier cette tâche, le roi jugea que personne d'autre que Rostam ne pourrait se charger de cela. Plusieurs parties de cet exploit sont sujettes à de très belles illustrations.
La légende de Rostam a été relatée par  Alphonse de Lamartine, dans La vie des grands hommes, t. 1, Paris, Bureaux du Constitutionnel, 1856, p. 347.

## Interprétation
Le combat du père contre son fils, ici celui de Rostam contre Sohrab, est un motif traditionnel indo-européen. Il se retrouve notamment dans le Chant de Hildebrand dans le monde germanique ou encore dans le récit celtique Aided Óenfhir Aífé (« Le Meurtre du fils unique d'Aífé »). 
Ce motif de l'affrontement du père et du fils illustre le passage de la société lignagère à la société héroïque. Alors que dans la société lignagère, l'essentiel réside dans la lignée et l'individu privilégie sa descendance par laquelle il survit, avec la société héroïque apparaît une nouvelle conception de l'outre-tombe, la « voie des dieux » réservée au héros. Elle marque une transformation de la société où un chef réunit autour de lui des compagnons qu'il a choisi et qui lui doivent davantage qu'au lignage dont ils sont issus. Ils doivent au besoin affronter des membres de leur lignage, voire leur propre descendance. Le seigneur devient le père et ses compagnons ses enfants,.

## Dans la culture
L'adaptation en bande dessinée des contes de Rostam (en anglais) a été créée par Hyperwerks Comics et nécessita 5 ans de travaux.
Le successeur d'Arslân dans Arslan Senki est appelé Rostam .
Le personnage de Rostam est évoqué à quelques reprises par le protagoniste du jeu vidéo Prince of Persia : Les Sables du Temps.